# アントニミーナ
アントニミーナ（イタリア語: Antonimina）は、イタリア共和国カラブリア州レッジョ・カラブリア県にある、人口約1,300人の基礎自治体（コムーネ）。

## 地理

### 位置・広がり

#### 隣接コムーネ
隣接するコムーネは以下の通り。
- チミナ
- チッタノーヴァ
- ジェラーチェ
- ロクリ
- ポルティリオーラ
- サンティラーリオ・デッロ・イオーニオ

## 行政

### 分離集落
アントニミーナには、以下の分離集落（フラツィオーネ）がある。
- Bagni Termali, San Nicola, Tre Arie